# Kian Emadi
Kian Emadi-Coffin (né le 29 juillet 1992 à Stoke-on-Trent en Angleterre) est un coureur cycliste britannique, spécialiste de la piste. Il représente la Grande-Bretagne et l'Angleterre lors des compétitions internationales. Il est notamment champion du monde de poursuite par équipes en 2018.

## Biographie
Kian Emadi nait et grandit à Stoke-on-Trent. Il est né d'une mère universitaire américaine et d'un père iranien. Il commence le cyclisme à 13 ans. S'essayant dans plusieurs disciplines (piste, route et cyclo-cross), il décide de privilégier les épreuves de vitesse sur piste. Alors âgé de 18 ans, il déménage à Manchester et intègre le British Cycling Podium Programme.
Dans ses premières années, il remporte en 2009 et 2010 des titres nationaux chez les juniors (moins de 19 ans) en vitesse, keirin et kilomètre. En 2012 et 2013, chez les élites, il devient champion de Grande-Bretagne du kilomètre. En 2013, il est également titré en vitesse individuelle et par équipes.
Lors de la première manche de la Coupe du monde sur piste 2012-2013 à Cali, il termine deuxième du kilomètre contre-la-montre. Il représente la Grande-Bretagne à l'occasion des championnats du monde sur piste 2013 à Minsk et termine quatrième du kilomètre et sixième de la vitesse par équipes. En 2014, il est sélectionné par l'Angleterre aux Jeux du Commonwealth, où il remporte sa première médaille internationale, l'argent en vitesse par équipes avec ses coéquipiers Jason Kenny et Philip Hindes.
Après avoir subi une blessure au dos durant la saison 2014, il ne fait pas partie de l'équipe sélectionnée pour les Jeux olympiques de Rio. En 2016, il intègre l'équipe nationale d'endurance. Aux championnats d'Europe 2016, il est médaillé de bronze de la poursuite par équipes avec Matthew Bostock, Oliver Wood et Mark Stewart. En 2018, il devient champion du monde de poursuite par équipes (avec Ed Clancy, Ethan Hayter et Charlie Tanfield). Il décroche également une médaille d'argent aux Jeux du Commonwealth et une médaille de bronzes aux championnats d'Europe. L'année suivante, le quatuor britannique est vice-champion du monde, puis termine troisième en 2021.
En août 2022, il participe aux championnats d'Europe de Munich, où il est médaillé de bronze de la poursuite par équipes pour la troisième fois de sa carrière. Il met un terme à sa carrière à l'issue de la saison, à 30 ans.

## Palmarès sur piste

### Championnats du monde
- Minsk 2013
  - 4e du kilomètre
  - 6e de la vitesse par équipes
- Cali 2014
  - 5e de la vitesse par équipes
  - 12e du kilomètre
  - 13e du keirin
- Saint-Quentin-en-Yvelines 2015
  - 12e du kilomètre
- Hong Kong 2017
  - 4e de la poursuite par équipes[5]
- Apeldoorn 2018
  -  Champion du monde de poursuite par équipes (avec Edward Clancy, Ethan Hayter et Charlie Tanfield)
- Pruszków 2019
  -  Médaillé d'argent de la poursuite par équipes
- Roubaix 2021
  -  Médaillé de bronze de la poursuite par équipes

### Coupe du monde
- 2012-2013
  - 2e du kilomètre à Cali
- 2015-2016
  - 3e de la poursuite par équipes à Hong Kong
- 2016-2017
  - 1er de la poursuite par équipes à Glasgow (avec Mark Stewart, Andrew Tennant, Oliver Wood et Matthew Bostock)
- 2017-2018
  - 1er de la poursuite par équipes à Manchester (avec Oliver Wood, Edward Clancy, Steven Burke)
- 2018-2019
  - 2e de la poursuite par équipes à Saint-Quentin-en-Yvelines
  - 3e de la poursuite par équipes à Milton

### Jeux du Commonwealth
| Édition / Épreuve | Kilomètre | Keirin   | Vitesse par équipes | Poursuite par équipes |
| Glasgow 2014      | 5e        | 1er tour | Argent              |                       |
| Gold Coast 2018   | 12e       |          |                     | Argent                |

### Championnats d'Europe
| Édition / Épreuve              | Kilomètre | Poursuite par équipes | Élimination |
| Saint-Quentin-en-Yvelines 2016 |           | Bronze                | 10e         |
| Glasgow 2018                   |           | Bronze                |             |
| Munich 2022                    | 12e       | Bronze                |             |

### Championnats de Grande-Bretagne
- 2008
  -  Champion de Grande-Bretagne du 500 mètres cadets
- 2009
  -  Champion de Grande-Bretagne de vitesse juniors
  -  Champion de Grande-Bretagne du kilomètre juniors
- 2010
  -  Champion de Grande-Bretagne du kilomètre juniors
  -  Champion de Grande-Bretagne de keirin juniors
- 2012
  -  Champion de Grande-Bretagne du kilomètre
- 2013
  -  Champion de Grande-Bretagne de vitesse
  -  Champion de Grande-Bretagne de vitesse par équipes (avec Matthew Crampton et Jason Kenny)
  -  Champion de Grande-Bretagne du kilomètre

## Palmarès sur route
- 2007
  - 2e du championnat de Grande-Bretagne du critérium cadets